# Sait Faik Abasıyanık
Sait Faik Abasıyanık (ur. 23 listopada 1906 w Adapazarı, zm. 11 maja 1954 w Stambule) – pisarz i dziennikarz turecki, który zdobył uznanie jako doskonały nowelista. 

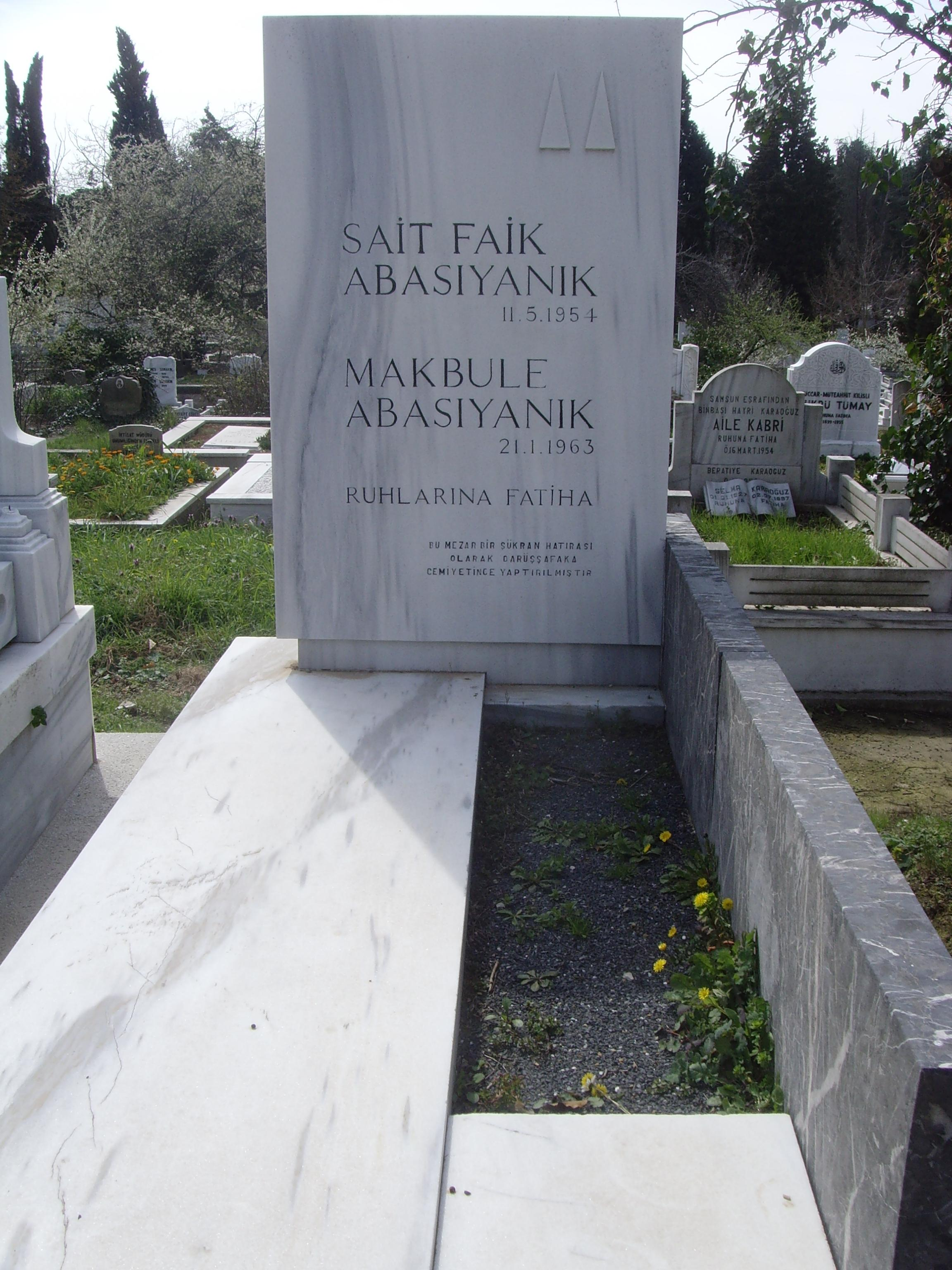
Grób Saita Faika Abasıyanıka i jego matki Makbule.

Po ukończeniu nauki w szkole średniej w Bursie studiował w Stambule literaturoznawstwo oraz pedagogikę. W latach 1931–1935 studiował literaturę na uniwersytecie w Grenoble. 
Po powrocie z Francji do kraju zaczął publikować swoje opowiadania w czasopiśmie "Varlk", który był głównym pismem awangardy tureckiej.
Zmarł po długiej chorobie w Stambule.
Napisał dwie powieści oraz wiele nowel i opowiadań. W swej twórczości poruszał głównie kwestie życia niższych warstw społeczeństwa oraz marginesu społecznego Stambułu. Wprowadził do literatury język potoczny używany w Stambule. Jego twórczość poza powieściami 13 zbiorów nowel, tom wierszy, reportaże.
W przekładzie na język polski ukazał się tom przekładów opowiadań Abasıyanıka, pt. Tureckie opowieści morskie, dokonany przez Łucję Antonowicz-Bauer, Wilno 2004.
Tłumaczono również drobne utwory Abasıyanıka, drukowane głównie w "Przeglądzie Orientalistycznym". Opowiadanie pt. Fiołkowa dolina zamieszczono w antologii opowiadań pisarzy tureckich pt. Rajski statek (1976). 

## Twórczość
Do najważniejszych dzieł jego autorstwa można zaliczyć:
- Semaver (1936) - zbiór nowel,
- Menekşeli Vadi, pol. Fiołkowa dolina (1947) - opowiadanie,
- Lüzumsuz Adam, pol. Niepotrzebny człowiek  (1948) -  opowiadanie,
- Kumpanya (1951),
- Bir takim insanlar (1952), pieść, która została ocenzurowana ze względu na tematykę dotyczącą różnic klasowych społeczeństwa,[1]
- Alemdag'da Var Bir Yilan (1953),